# Chrysonotomyia albicoxa
Chrysonotomyia albicoxa är en stekelart som beskrevs av Christer Hansson 2004. Chrysonotomyia albicoxa ingår i släktet Chrysonotomyia och familjen finglanssteklar.
Artens utbredningsområde är:
- Colombia.
- Costa Rica.

Inga underarter finns listade i Catalogue of Life.